# The Life Before This
The Life Before This is een Canadese dramafilm uit 1999, geregisseerd door Jerry Ciccoritti en geschreven door Semi Chellas. De hoofdrollen worden vertolkt door Catherine O'Hara, Joe Pantoliano en Sarah Polley.

## Verhaal
Sheena, advocaat Jake, Maggie, een insectenverdelger en twee meisjes. Deze mensen hebben iets te maken met een schietoverval die nog moet komen, die alleen door de keuzes die de mensen maken anders kan aflopen.

## Rolbezetting
| Acteur           | Personage       |
| ---------------- | --------------- |
| Catherine O'Hara | Sheena          |
| Joe Pantoliano   | Jake Maclean    |
| Sarah Polley     | Connie          |
| Stephen Rea      | Brian           |
| Bernard Behrens  | Monsieur Farrin |
| Martha Burns     | Gwen Maclean    |
| Fab Filippo      | Michael         |
| Emily Hampshire  | Margaret        |
| David Hewlett    | Nick            |
| Leslie Hope      | Alice           |
| Joel S. Keller   | Kevin           |
| Dan Lett         | Sam             |